# Latrappita
La latrappita es la forma mineral de un óxido múltiple de calcio, niobio y hierro. Su composición, redefinida por la IMA en 2016, corresponde a Ca2NbFe3+O6; anteriormente se consideraba que la composición de este mineral óxido era (Ca,Na)(Nb,Ti,Fe)O3.
El nombre de este mineral fue introducido por E. H. Nickel en 1964 y hace referencia al monasterio trapense de La Trappe, próximo a la localidad tipo. La latrappita fue descrita por primera vez como una variedad de perovskita rica en niobio descubierta en el complejo de carbonatita Oka (Canadá), siendo llamada en un primer momento perovskita niobiana. No obstante, al ser mayor el contenido de niobio que el contenido de titanio de la perovskita (CaTiO3), se definió y aprobó como nuevo mineral.

## Propiedades
La latrappita es un mineral opaco de color negro y brillo metálico. Con luz reflejada, adquiere coloración gris parda oscura.
Posee una dureza de 5,5 en la escala de Mohs y una densidad de 4,40 - 4,42 g/cm³.
Cristaliza en el sistema ortorrómbico, clase dipiramidal (2/m 2/m 2/m).
El contenido en niobio de muestras de latrappita, expresado como Nb2O5, es del 44% - 50%, el de calcio, como CaO, del 20% - 26%, y el de hierro, como Fe2O3, del 5% - 9%; otros elementos que pueden estar presentes en este mineral son titanio, sodio y magnesio.
Actualmente se recomienda que se utilice la denominación de latrappita solo para perovskitas (ABO3) ricas en Ca-Nb-Fe donde en las posiciones A predominen los cationes divalentes (siendo el Ca dominante) y en la posiciones B predominen los cationes pentavalentes (siendo el Nb dominante).

## Morfología y formación
La latrappita forma pseudocristales cúbicos que pueden alcanzar un tamaño de 0,5 mm, siendo habituales las maclas complejas.
Por otro lado, la existencia de este mineral se relaciona con zonas de sovitas en complejos de carbonatitas —véase más abajo la localidad tipo— y aparece asociado, entre otros, a calcita, apatito, diópsido y biotita.

## Yacimientos
Los únicos depósitos contrastados de este mineral están en Canadá.
La localidad tipo está en Oka, a las afueras de Montreal (Quebec). Es un complejo de carbonatita con una estructura ovalada de doble anillo, de 8 km de largo y 2 - 3 km de ancho, que contiene diversos minerales óxidos, entre ellos hematita, hercynita, magnetita, periclasa y rutilo.